# Bo Harling
Erik Bo Harling, född 29 juni 1935 i Västerås, död 7 juni 2016, var en svensk jurist som var lagman i Oskarshamns tingsrätt från 1989 till 1999.
Harling blev juris kandidat vid Uppsala universitet 1961 och genomförde sin tingstjänstgöring 1961–1964 innan han blev fiskal i Svea hovrätt 1965. Han var rådman i Västerås rådhusrätt 1966–1969, sakkunnig i inrikesdepartementet 1970–1972, rådman i Västerås tingsrätt 1972–1989 och lagman i Oskarshamns tingsrätt 1989–1999.
Harling var son till avdelningschef Gösta Harling och hans maka Ellen, född Lundin. Han var från 1981 gift med Gunilla, biträdande rektor, född Kihlén 1947.